# Шапково (Псковская область)
Шапково — деревня в Ядровской волости Псковского района Псковской области.
Расположена в 9 км к востоку от деревни Черёха.
Численность населения деревни по состоянию на 2000 год составляла 4 жителя.